# 法國艦隊土倫自沉事件
法國艦隊土倫自沉事件是指發生於1942年11月27日，法國海軍艦隊在土倫港的集體自沉行動。
當同盟國進攻法屬北非後，维希法国主要人物弗朗索瓦·達爾朗叛逃至盟軍，使納粹德國方面開始懷疑维希政權的中立性。為了消除法國艦隊的威脅，德國元首希特勒下令策畫安東行動，旨在和意大利迅速占領維琪法國，以及強化納粹德國在非洲的主控權。德國軍方也在1942年11月19日執行里拉行動，旨在迅速擄獲在土倫的大型艦隊，並在行動後將艦艇轉交給義大利海軍，以免這些艦隊倒向聲望逐漸提高的自由法國政權。
然而，德軍的行動最後以失敗告終。維琪海軍將領成功地將77艘艦體鑿沉，而大型艦體則是全部鑿沉，德軍只擄獲39艘小型船隻，其中大多數已遭破壞或解除武裝，僅少數潛艦與1艘水面艦隻順利逃往北非並倒向盟軍。此次行動標誌著维希法國失去最後一個權力的象徵，以及其與德國間的信譽。

## 背景
自法國本土於1940年淪陷與投降後，法國被分割成兩部分，一方為法國西部和北部的德國占領區，另一方為法國南部的自由區，此區域由維琪法國管理。在停戰協定中規定，需將大部分法國艦隊解除武裝，並且只能條靠在母港內，不過這些軍艦仍由法國人控制。英國最初擔心這一強大又先進的軍艦會落入敵人手中，遂於1940年7月3日派遣海軍襲擊凱比爾港，並在1940年9月23日發動達喀爾戰役，旨在消除法國艦隊的威脅。
1942年11月8日，同盟國在法屬北非發動火炬行動。在受到美國總統羅斯福、英國首相邱吉爾的支持下，德懷特·艾森豪將軍成功與弗朗索瓦·達爾朗海軍上將達成秘密協議，同意若願意讓維希法國加入同盟國陣營，達爾朗本人自願讓出法屬北非的控制權。納粹德國元首希特勒在得知情形後，立刻下令策畫安東行動，該計畫旨在迅速占領維琪法國，同時強化納粹德國在非洲的主控權。

## 序幕

### 政治考量
自1942年11月11日起，納粹德國與維琪法國開啟雙邊談判，德方同意土倫仍由維琪法國掌控，並以此為堡壘，防禦盟國的入侵。納粹德國海軍指揮官雷德爾海軍元帥相信法國海軍官員會履行停戰協定，不讓任何船隻落入他國手中。雷德爾認為應該利用法國船員中的反英情緒，讓他們願意與義大利人共同作戰；然而事實上，希特勒正策劃強行奪取法國艦隊，他打算讓德軍執行該計畫，隨後將奪來的艦艇轉交給義大利；此計劃後來遭到一些德軍官員批評，但這些反對意見都被忽視。11月19日，搶奪計劃執行命令正式發布。
然而在11月11日時，維琪官員就已經注意到德軍與義軍開始包圍土倫，維琪法國海軍部長加百列·奥本對讓·德·拉波爾德與安德烈·馬奎斯下令：
1. 在不流血抵抗情況下，讓外國軍隊直接進駐法國海軍所有設施、空軍基地、建築物。
2. 抵抗欲登上法國軍艦的外國軍隊，並與其它國家談判找到避難點。
3. 如果前者皆被證明為不可行，那就必須鑿沉所有艦艇。

初步的命令是將軍艦鑿沉並使其傾覆，但法方的工程師希望能在戰後恢復這些軍艦運作，試圖將命令改為在不傾覆情況下使艦隻下沉。11月15日，拉波爾德與奥本及貝當元帥會面，奥本私下勸拉波爾德帶領艦隊投靠同盟國陣營，但被拉波爾德拒絕。不久後，奥本辭去海軍部長一職。

### 技術和戰術考量
維琪法國在表面上試圖討好德國，包括加強港口岸防能力，以保護土倫免受盟國的海上襲擊；但在這些工作的暗地中準備另一項計畫，包括以防止同盟國成功登陸為由，在軍艦設置鑿沉裝置。此時，在土倫的法國艦隊，主要由拉波爾德海軍上將與馬奎斯海軍上將指揮。
在停戰協定下，法國軍艦應該將其油箱放空；但事實上，法方透過偽造報告和篡改儀表，設法儲存足夠的燃料，讓除了正在乾塢的讓·德·維埃納號巡洋艦以外的其它軍艦有能力抵達北非。當剩餘的法國陸軍被德軍要求解散後，法軍船員們不得不把岸防設施和高射砲朝向德軍可能進軍路線，避免德方迅速地招集船員登上艦艇。
法方船員最初對盟軍入侵採敵視心態，但在普遍的反德情緒，以及關於達爾朗的叛逃傳聞，他們開始轉變立場，進而支持戴高樂領導的自由法國。史特拉斯堡號、柯爾貝爾號、福煦號、凱爾桑號上的船員們甚至喊起「戴高樂萬歲！起航！」（原文：Vive De Gaulle! Appareillage!）。11月12日下午，已倒戈到同盟國的的達爾朗向法方艦隊呼籲立刻叛逃並加入盟軍，這使得局勢緊張程度再度增加。
維琪法國軍方後來開始擔心英國或自由法國正在組織政變，這是因為在土倫的人民對盟國頗有好感，法方士兵和軍官敵視義大利人，認為他們是騙子與非法勝利者，並且蔑視德國人。在11日至26日期間，土倫發生許多逮捕和驅趕案件。拉波爾德與馬奎斯命令其下屬對維琪法國政權宣示忠誠，但亨柏蘭（Humbertand）與波蒂奧（Pothuau）兩位高級軍官拒絕宣示。船員們先是被拘留在船上，當他們被允許上岸時，將受到軍團秩序部門的人員全程監控其是否有抵抗意圖。

## 里拉行動
德國軍方後來策畫里拉行動（Operation Lila），其旨在迅速擄獲在土倫的法國艦艇，主要執行單位為德國第7裝甲師，另外還有其他部門單位加入支援。共分成4個作戰團，其中包含2個裝甲團的，以及1個來自親衛隊第2師麾下的摩托化營。為防止法國海軍單位鑿沉艦艇，德國海軍另派出貢普里希（Gumprich）分遣艦隊前來支援。
德軍於1942年11月19日正式執行里拉行動，並預定在11月27日完成任務。土倫東方推進的德軍，預定依序占領拉馬爾格堡（Fort Lamalgue）、馬奎斯海軍上將的總部、莫里隆（Mourillon）兵工廠。從西方進入的德軍，則佔領城內主要兵工廠及岸防設施。在此同時，德國海軍艦隊於土倫港外巡邏，並設置許多水雷來阻止試圖離港的法方軍艦。
德軍的戰鬥群在1942年11月27日凌晨4點進入土倫市區，並持續向港口推進，途中只遇到微弱和零星的抵抗。凌晨4點30分時，德軍迅速逮捕馬奎斯，但卻沒能阻止住其總參謀長羅賓（Robin）海軍准將通報多爾農（Dornon）海軍准將的舉動。這次襲擊對維希軍官們出乎意料，然而多爾農已將鑿沉的命令轉發至位在旗艦史特拉斯堡號上的拉波爾德海軍上將。拉波爾德收到通報後雖然感到措手不及，但仍轉達各艦準備鑿沉的命令，並下令各船員可對靠近艦艇的未授權人員開火。
20分鐘過後，德軍佔領兵工廠，並開始用機槍掃射港內的法國潛艇，然而此舉使一些法方潛艇決定潛至較深的海域鑿沉。在此期間，卡薩布蘭卡號潛艦離開停泊處，偷偷地溜出港口，並於5時40分下潛，之後逃到阿爾及爾。
德軍方面在推進至兵工廠後突然迷路，導致進攻時程推遲1小時；當抵達海軍基地大門時，大門衛兵並沒有向德軍開火，反而以出示證件為由，拖延德軍推進時程。5點25分，德軍戰車抵達海軍基地，史特拉斯堡號上也同時向港內各艦下達「鑿沉！鑿沉！鑿沉！」的無線電訊號與視覺信號，並派出小艇撤離艦上船員。法方船員撤離後，艦上的工作小組便開始放置爆破炸藥，同時打開艦底的海水閥，使海水開始湧入艦體。
6點45分，德法雙方在史特拉斯堡號與福煦號周遭發生戰鬥，1名法方指揮官在戰鬥中喪生，另有5名船員受傷。後來法軍開始利用艦上的火炮對付德國坦克，迫使德軍轉而透過談判來解決一切。德方要求拉波爾德投降，但拉波爾德卻回應他麾下的軍艦已準備沉沒了。
史特拉斯堡號起初坐沉海底，該艦艦長隨後下令點燃炸藥，炸毀艦上的主要武器和重要機械設備，同時還點燃了燃料庫，導致史特拉斯堡號完全損毀。數分鐘後，柯爾貝爾號巡洋艦也引爆炸藥而炸毀。在前兩艦爆炸後，德軍立刻派人登上阿爾及利亞號，試圖以「自行鑿沉不符合停戰協定」的理由勸艦上法方人員停止爆破艦體，然而法方仍點燃艦上炸藥炸毀船體，整個大火燃燒20天之久。

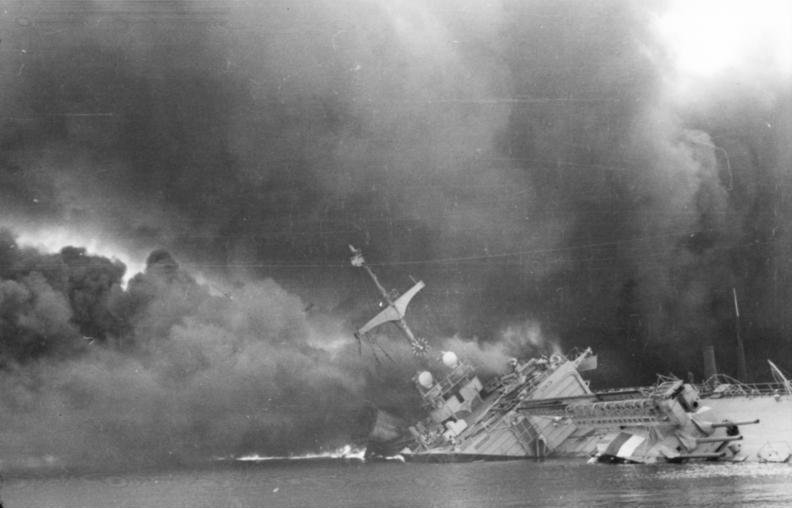
炸毀並傾覆的馬賽曲號巡洋艦 (1935年)。

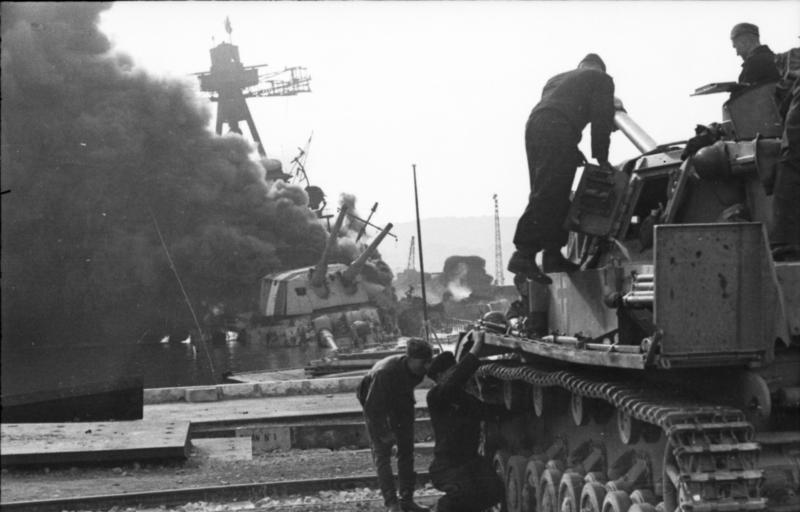
數名德國裝甲兵 (德國)正看著前方燃燒的法國艦體，該艦有可能是柯爾貝爾號巡洋艦 (1928年)。

同一時間，馬賽曲號的艦長下令傾覆船體，並點燃炸藥將其炸毀。德國部隊試圖向馬賽曲號的人員請求登艦，但後來被拒絕了，而德方也未更進一步地強行登艦。馬賽曲號最後在爆炸中緩緩沉入海底，其船體燃燒7天之久。
在杜布雷號上，德軍成功地強行登上艦艇，並將艦上的船員趕下船，同時將艦內的海水閥關閉；但艦長莫羅（Moreau）下令將引信縮短並點燃，從而引爆放置在主炮塔內的炸藥。當炸藥爆炸後，莫羅下達最後撤離命令，艦上的法國人與德國人都迅速逃下船。隨後艦上的魚雷儲藏庫被點燃引爆，使艦體燃燒10天之久。
德軍後來成功登上停放在乾塢的讓·德·維埃納號，將艦上的炸藥移除，但無法關上海水閥來阻止湧入的海水，最後該艦沉沒並阻塞乾塢。另一艘在乾塢中，於凱比爾港海戰中嚴重受損的敦克爾克號，其艦長最初拒絕鑿沉艦體，但最後被拉加利索尼埃號的人員說服。原本在先前被英國魚雷炸出的大洞已修復，但艦上的船員現在又將其鑿開，並用炸藥炸毀艦上的重要機械設備。當敦克爾克號爆炸後，拉加利索尼埃號上的人員再度說服讓·德·維埃納號上的法方船員開始鑿沉艦體。
普羅旺斯號與塔斯特指揮官號上的指揮官以閒聊的方式拖延德國指揮官，讓2艦有足夠的時間完全沉沒。
同樣相似的情景，也發生在港內的驅逐艦和潛艦上。德軍最後擄獲3艘被解除武裝的驅逐艦、4艘嚴重受傷的潛艇、3艘民用船隻，以及沒有價值的前無畏艦孔多塞號和被解除武裝的讓·巴爾號（該艦於1936年被改名為海洋號）。

## 戰後
德軍的里拉行動最後以失敗告終，維琪法國軍方成功鑿沉77艘艦艇，包括3艘戰列艦、7艘巡洋艦、15艘驅逐艦、13艘魚雷艇、6艘輕護衛艦、12艘潛艦、9艘巡邏艦、19艘輔助艦、1艘訓練艦、28艘拖船、4艘起重船。39艘小型船隻被德軍擄獲，其中大多數已遭破壞或解除武裝。一些主要艦艇在大火中燃燒數天之久，而軍艦上的漏油也嚴重地污染整個海港，使該區域至少2年不能供人游泳。
一小部份的潛艦忽視鑿沉命令，並逃到法屬北非；卡薩維安卡號（Casabianca）與鼠海豚號（Marsouin）逃至阿爾及爾，光榮號（Glorieux）逃至瓦赫蘭，鳶尾花號（Iris）逃至巴塞隆納，金星號（Vénus）最終在土倫港的入口處鑿沉。另有一艘水面艦艇萊昂諾爾·菲涅爾號（Leonor Fresnel）設法逃離並抵達阿爾及爾。
夏爾·戴高樂事後嚴重批評維希海軍將領不下令艦隊逃至阿爾及爾。維希政權失去最後一個權力的象徵，以及其與德國間的信譽。雖然德國海軍人員對這場戰役非常失望，但阿道夫·希特勒則以法國艦隊的威脅被消除，宣稱安東行動是成功的。艦隊的破壞同時也表示維希軍方在經過凱比爾港海戰與達喀爾戰役後，仍高度否定戴高樂的自由法國海軍與英國的邱吉爾政權。
德國將土倫及一些法國南部地區交予義大利佔領後，義大利方試圖搶救大多數被鑿沉的巡洋艦，船體完整的就將其維修至能戰鬥的狀態，不能的就拆解報廢。讓·德·維埃納號與拉加利索尼埃號後來被義大利人分別改名為FR11號與FR12號，但是由於聯軍的空中轟炸阻止艦體修復工程，而義大利國內也長期缺乏燃料，所以這些軍艦要供義方使用是不太可能的事。義大利人員後來還搶救5艘勇敢級驅逐艦。
普羅旺斯號上的2門340（13英寸）口徑主砲被轉移至濱海聖芒德里耶當作岸防炮，取代被法方破壞的火砲。1944年，這些340公釐45倍徑1912年式火砲後來在龍騎兵行動抵抗聯軍登入達1星期之久。

## 沉沒艦隻

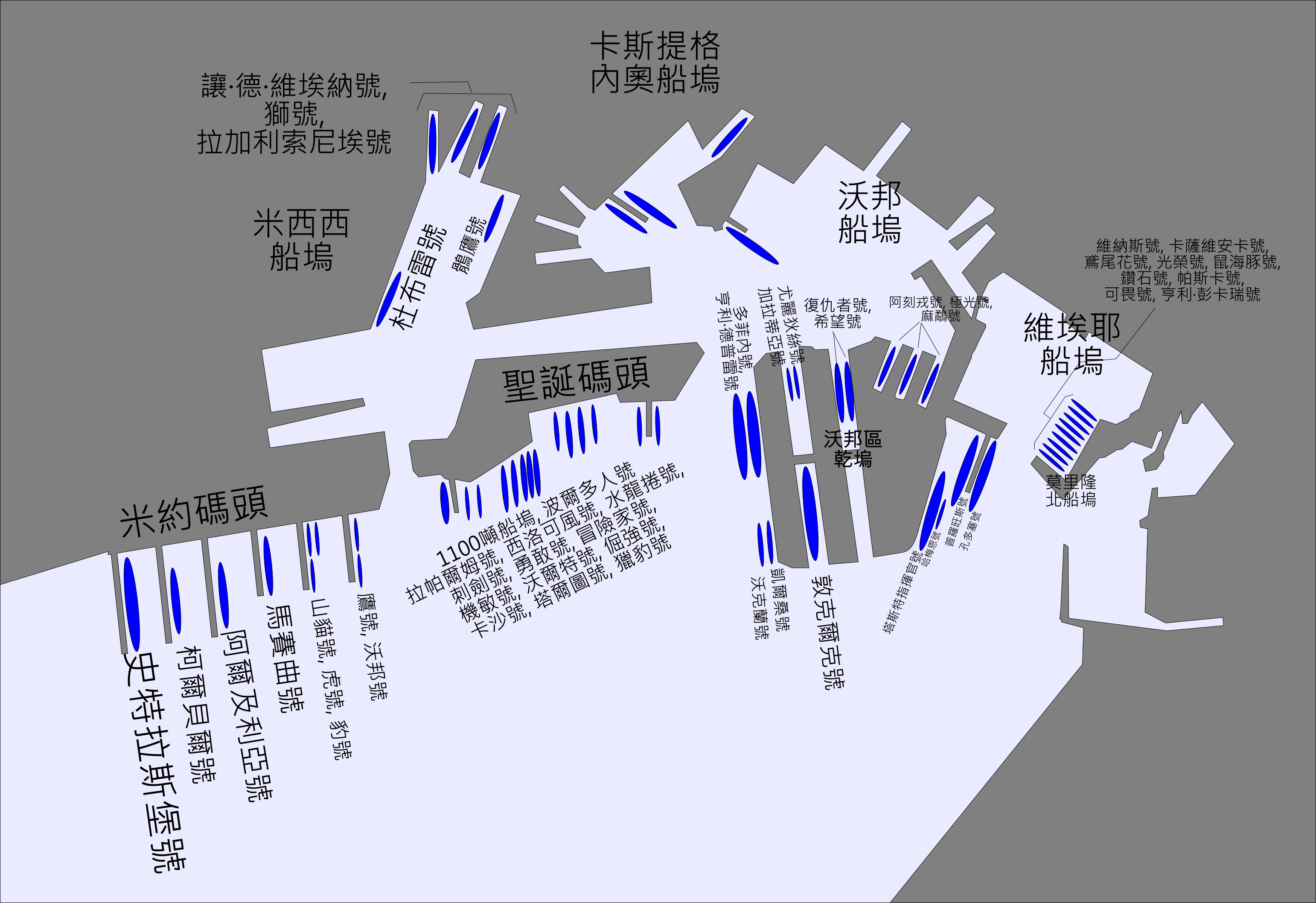
法方軍艦在戰鬥時於港內的位置。

以下為在事件中成功鑿沉的法國艦艇：

### 戰列艦
史特拉斯堡號（旗艦）、敦克爾克號、普羅旺斯號

### 水上飛機母艦
塔斯特指揮官號

### 重巡洋艦
杜布雷號、福煦號、阿爾及利亞號、柯爾貝爾號

### 輕巡洋艦
馬賽曲號、讓·德·維埃納號、拉加利索尼埃號

### 驅逐艦
山貓號、獵豹號、瓦爾密號、凡爾登號、沃邦號、鷹號、鶻鷹號、禿鷲號、沃克蘭號、凱爾桑號、卡沙號、塔爾圖號、不屈號、莫加多爾號、沃爾特號、獅號、豹號、虎號

### 魚雷快艇
水龍捲號、波爾多人號、勒馬爾號、拉帕爾姆號、勇敢號、刺劍號、靈巧號、馬木路克號、頭盔號、冒險家號、旋風號、西洛可風號、巴榮納人號

### 潛艦
海妖號、仙女號、西提斯號、鑽石號、凱門鱷號、可畏號、帕斯卡號、亨利·彭卡瑞號、菲涅耳號、阿刻戎號、維納斯號、極光號、復仇者號、希望號、加拉蒂亞號

## 註腳
1. ↑  Eberhard，第55-58頁.
2. ↑  Robertson & Dent，第25頁.
3. ↑  Max，第357頁.
4. ↑  Eisenhower，第99–105頁.
5. ↑  Eisenhower，第107–110頁.
6. ↑  Ernst Schramm，第1339頁.
7. ↑  William，第1000頁.
8. 1 2  Deist，第827頁.
9. ↑  Nico，第21頁.
10. ↑  John & Jordan，第191頁.
11. ↑  . Sea Classics. 2004  [2010-11-13]. （原始内容存档于2011-11-25）.
12. ↑  Position des bâtiments au matin du 27 novembre 1942 （页面存档备份，存于）, Netmarine.net （法文）